# Formuła 2 – Barcelona 2017
Runda Formuły 2 na torze Circuit de Barcelona-Catalunya – druga runda mistrzostw Formuły 2 w sezonie 2017.

## Lista startowa
| Nr | Kierowca            | Zespół             | Samochód       | Silnik              | Opony |
| -- | ------------------- | ------------------ | -------------- | ------------------- | ----- |
| 1  | Charles Leclerc     | Prema Racing       | Dallara GP2/11 | Mecachrome V8 4.00l | P     |
| 2  | Antonio Fuoco       | Prema Racing       | Dallara GP2/11 | Mecachrome V8 4.00l | P     |
| 3  | Louis Delétraz      | Racing Engineering | Dallara GP2/11 | Mecachrome V8 4.00l | P     |
| 4  | Gustav Malja        | Racing Engineering | Dallara GP2/11 | Mecachrome V8 4.00l | P     |
| 5  | Luca Ghiotto        | Russian Time       | Dallara GP2/11 | Mecachrome V8 4.00l | P     |
| 6  | Artiom Markiełow    | Russian Time       | Dallara GP2/11 | Mecachrome V8 4.00l | P     |
| 7  | Nobuharu Matsushita | ART Grand Prix     | Dallara GP2/11 | Mecachrome V8 4.00l | P     |
| 8  | Alexander Albon     | ART Grand Prix     | Dallara GP2/11 | Mecachrome V8 4.00l | P     |
| 9  | Oliver Rowland      | DAMS               | Dallara GP2/11 | Mecachrome V8 4.00l | P     |
| 10 | Nicholas Latifi     | DAMS               | Dallara GP2/11 | Mecachrome V8 4.00l | P     |
| 11 | Ralph Boschung      | Campos Racing      | Dallara GP2/11 | Mecachrome V8 4.00l | P     |
| 12 | Roberto Merhi       | Campos Racing      | Dallara GP2/11 | Mecachrome V8 4.00l | P     |
| 14 | Sérgio Sette Câmara | MP Motorsport      | Dallara GP2/11 | Mecachrome V8 4.00l | P     |
| 15 | Jordan King         | MP Motorsport      | Dallara GP2/11 | Mecachrome V8 4.00l | P     |
| 16 | Nabil Jeffri        | Trident            | Dallara GP2/11 | Mecachrome V8 4.00l | P     |
| 17 | Sergio Canamasas    | Trident            | Dallara GP2/11 | Mecachrome V8 4.00l | P     |
| 18 | Nyck de Vries       | Rapax              | Dallara GP2/11 | Mecachrome V8 4.00l | P     |
| 19 | Johnny Cecotto Jr.  | Rapax              | Dallara GP2/11 | Mecachrome V8 4.00l | P     |
| 20 | Norman Nato         | Pertamina Arden    | Dallara GP2/11 | Mecachrome V8 4.00l | P     |
| 21 | Sean Gelael         | Pertamina Arden    | Dallara GP2/11 | Mecachrome V8 4.00l | P     |
| Nr | Kierowca            | Zespół             | Samochód       | Silnik              | Opony |

## Wyniki

### Sesja treningowa
| Nr | Kierowca        | Konstruktor  | Czas     | Okr. |
| -- | --------------- | ------------ | -------- | ---- |
| 1  | Charles Leclerc | Prema Racing | 1:29,974 | 16   |

### Kwalifikacje
Źródło: fiaformula2.com
| Poz. | Nr | Kierowca            | Konstruktor        | Czas     | Poz. s. |
| ---- | -- | ------------------- | ------------------ | -------- | ------- |
| 1    | 1  | Charles Leclerc     | Prema Racing       | 1:29,285 | 1       |
| 2    | 5  | Luca Ghiotto        | Russian Time       | 1:29,478 | 2       |
| 3    | 18 | Nyck de Vries       | Rapax              | 1:29,550 | 3       |
| 4    | 15 | Jordan King         | MP Motorsport      | 1:29,585 | 4       |
| 5    | 8  | Alexander Albon     | ART Grand Prix     | 1:29,732 | 5       |
| 6    | 9  | Oliver Rowland      | DAMS               | 1:29,744 | 6       |
| 7    | 20 | Norman Nato         | Pertamina Arden    | 1:29,790 | 7       |
| 8    | 2  | Antonio Fuoco       | Prema Racing       | 1:29,834 | 8       |
| 9    | 10 | Nicholas Latifi     | DAMS               | 1:29,885 | 9       |
| 10   | 7  | Nobuharu Matsushita | ART Grand Prix     | 1:29,975 | 10      |
| 11   | 3  | Louis Delétraz      | Racing Engineering | 1:30,046 | 11      |
| 12   | 11 | Ralph Boschung      | Campos Racing      | 1:30,065 | 12      |
| 13   | 6  | Artiom Markiełow    | Russian Time       | 1:30,177 | 13      |
| 14   | 14 | Sérgio Sette Câmara | MP Motorsport      | 1:30,231 | 14      |
| 15   | 12 | Roberto Merhi       | Campos Racing      | 1:30,389 | 15      |
| 16   | 19 | Johnny Cecotto Jr.  | Rapax              | 1:30,441 | 16      |
| 17   | 21 | Sean Gelael         | Pertamina Arden    | 1:30,772 | 17      |
| 18   | 4  | Gustav Malja        | Racing Engineering | 1:30,814 | 18      |
| 19   | 17 | Sergio Canamasas    | Trident            | 1:31,148 | 19      |
| 20   | 16 | Nabil Jeffri        | Trident            | 1:32,303 | 20      |
| Poz. | Nr | Kierowca            | Konstruktor        | Czas     | Poz. s. |

### Główny wyścig

#### Wyścig
Źródło: Wyprzedź Mnie!
| P                 | + / –     | Nr | Kierowca            | Konstruktor        | Okr. | Czas / Strata | Komentarz |
| ----------------- | --------- | -- | ------------------- | ------------------ | ---- | ------------- | --------- |
| 1                 | Bez zmian | 1  | Charles Leclerc     | Prema Racing       | 37   | 1:02:33,684   |           |
| 2                 | Bez zmian | 5  | Luca Ghiotto        | Russian Time       | 37   | +0:03,730     |           |
| 3                 | 3         | 9  | Oliver Rowland      | DAMS               | 37   | +0:11,146     |           |
| 4                 | 6         | 7  | Nobuharu Matsushita | ART Grand Prix     | 37   | +0:14,103     |           |
| 5                 | Bez zmian | 8  | Alexander Albon     | ART Grand Prix     | 37   | +0:17,319     |           |
| 6                 | 3         | 10 | Nicholas Latifi     | DAMS               | 37   | +0:23,879     |           |
| 7                 | 11        | 4  | Gustav Malja        | Racing Engineering | 37   | +0:24,779     |           |
| 8                 | 5         | 6  | Artiom Markiełow    | Russian Time       | 37   | +0:25,403     |           |
| 9                 | 5         | 15 | Jordan King         | MP Motorsport      | 37   | +0:30,967     |           |
| 10                | 7         | 18 | Nyck de Vries       | Rapax              | 37   | +0:43,832     |           |
| 11                | Bez zmian | 3  | Louis Delétraz      | Racing Engineering | 37   | +0:50,283     |           |
| 12                | Bez zmian | 11 | Ralph Boschung      | Campos Racing      | 37   | +0:38,201     | [ 3 ]     |
| 13                | 5         | 2  | Antonio Fuoco       | Prema Racing       | 37   | +1:05,970     |           |
| 14                | Bez zmian | 14 | Sérgio Sette Câmara | MP Motorsport      | 37   | +0:55,973     | [ 3 ]     |
| 15                | 2         | 21 | Sean Gelael         | Pertamina Arden    | 37   | +1:08,333     |           |
| 16                | 9         | 20 | Norman Nato         | Pertamina Arden    | 37   | +1:09,241     |           |
| 17                | 1         | 19 | Johnny Cecotto Jr.  | Rapax              | 37   | +1:07,784     | [ 3 ]     |
| 18                | 2         | 16 | Nabil Jeffri        | Trident            | 37   | +1:29,521     |           |
| 19                | 4         | 12 | Roberto Merhi       | Campos Racing      | 33   | +4 okr.       |           |
| Niesklasyfikowani |           |    |                     |                    |      |               |           |
|                   |           | 17 | Sergio Canamasas    | Trident            | 8    | +29 okr.      |           |
| P                 | + / –     | Nr | Kierowca            | Konstruktor        | Okr. | Czas / Strata | Komentarz |

#### Najszybsze okrążenie
| Nr | Kierowca         | Konstruktor  | Czas     | Okr. |
| -- | ---------------- | ------------ | -------- | ---- |
| 6  | Artiom Markiełow | Russian Time | 1:34,294 | 29   |

### Sprint

#### Wyścig
Źródło: Wyprzedź Mnie!
| P                 | + / –     | Nr | Kierowca            | Konstruktor        | Okr. | Czas / Strata | Komentarz |
| ----------------- | --------- | -- | ------------------- | ------------------ | ---- | ------------- | --------- |
| 1                 | 4         | 7  | Nobuharu Matsushita | ART Grand Prix     | 26   | 42:20,450     |           |
| 2                 | 4         | 9  | Oliver Rowland      | DAMS               | 26   | +0:03,309     |           |
| 3                 | Bez zmian | 10 | Nicholas Latifi     | DAMS               | 26   | +0:04,621     |           |
| 4                 | 4         | 1  | Charles Leclerc     | Prema Racing       | 26   | +0:09,177     |           |
| 5                 | 4         | 15 | Jordan King         | MP Motorsport      | 26   | +0:15,333     |           |
| 6                 | 4         | 4  | Gustav Malja        | Racing Engineering | 26   | +0:17,987     |           |
| 7                 | Bez zmian | 5  | Luca Ghiotto        | Russian Time       | 26   | +0:18,092     |           |
| 8                 | 4         | 8  | Alexander Albon     | ART Grand Prix     | 26   | +0:21,135     |           |
| 9                 | 8         | 6  | Artiom Markiełow    | Russian Time       | 26   | +0:21,552     |           |
| 10                | 7         | 19 | Johnny Cecotto Jr.  | Rapax              | 26   | +0:30,744     |           |
| 11                | 9         | 17 | Sergio Canamasas    | Trident            | 26   | +0:31,549     |           |
| 12                | 7         | 12 | Roberto Merhi       | Campos Racing      | 26   | +0:34,434     |           |
| 13                | 3         | 20 | Norman Nato         | Pertamina Arden    | 26   | +0:35,271     |           |
| 14                | 3         | 3  | Louis Delétraz      | Racing Engineering | 26   | +0:38,090     |           |
| 15                | 1         | 14 | Sérgio Sette Câmara | MP Motorsport      | 26   | +0:39,446     |           |
| 16                | 1         | 21 | Sean Gelael         | Pertamina Arden    | 26   | +0:46,950     |           |
| 17                | 5         | 11 | Ralph Boschung      | Campos Racing      | 26   | +0:50,226     |           |
| 18                | Bez zmian | 16 | Nabil Jeffri        | Trident            | 26   | +0:59,912     |           |
| Niesklasyfikowani |           |    |                     |                    |      |               |           |
|                   |           | 18 | Nyck de Vries       | Rapax              | 0    | +26 okr.      |           |
|                   |           | 2  | Antonio Fuoco       | Prema Racing       | 0    | +26 okr.      |           |
| P                 | + / –     | Nr | Kierowca            | Konstruktor        | Okr. | Czas / Strata | Komentarz |

#### Najszybsze okrążenie
| Nr | Kierowca       | Konstruktor   | Czas     | Okr. |
| -- | -------------- | ------------- | -------- | ---- |
| 11 | Ralph Boschung | Campos Racing | 1:34,670 | 5    |

#### Premia za najszybsze okrążenie w TOP 10
| Nr | Kierowca        | Konstruktor | Czas     | Okr. |
| -- | --------------- | ----------- | -------- | ---- |
| 10 | Nicholas Latifi | DAMS        | 1:34,811 | 3    |

## Klasyfikacja po zakończeniu rundy

### Kierowcy
| P  | +/− | Kierowca            | Starty | Punkty | P1 | P2 | P3 | PP | NO | NS |
| -- | --- | ------------------- | ------ | ------ | -- | -- | -- | -- | -- | -- |
| 1  | 0   | Charles Leclerc     | 4      | 73     | 2  | –  | 1  | 2  | 1  | –  |
| 2  | +1  | Oliver Rowland      | 4      | 47     | –  | 1  | 2  | –  | –  | –  |
| 3  | +1  | Luca Ghiotto        | 4      | 38     | –  | 2  | –  | –  | –  | –  |
| 4  | −2  | Artiom Markiełow    | 4      | 34     | 1  | –  | –  | –  | 2  | –  |
| 5  | +5  | Nobuharu Matsushita | 4      | 31     | 1  | –  | –  | –  | –  | –  |
| 6  | +2  | Nicholas Latifi     | 4      | 28     | –  | –  | 1  | –  | 1  | –  |
| 7  | −1  | Jordan King         | 4      | 26     | –  | –  | –  | –  | –  | –  |
| 8  | −1  | Alexander Albon     | 4      | 21     | –  | –  | –  | –  | –  | –  |
| 9  | −4  | Norman Nato         | 4      | 18     | –  | 1  | –  | –  | –  | 1  |
| 10 | +7  | Gustav Malja        | 4      | 10     | –  | –  | –  | –  | –  | –  |
| 11 | −2  | Nyck de Vries       | 4      | 6      | –  | –  | –  | –  | –  | 1  |
| 12 | −1  | Antonio Fuoco       | 4      | 2      | –  | –  | –  | –  | –  | 1  |
| 13 | −1  | Johnny Cecotto Jr.  | 4      | 0      | –  | –  | –  | –  | –  | –  |
| 14 | −1  | Sergio Canamasas    | 4      | 0      | –  | –  | –  | –  | –  | 1  |
| 15 | −1  | Louis Delétraz      | 4      | 0      | –  | –  | –  | –  | –  | –  |
| 16 | −1  | Ralph Boschung      | 4      | 0      | –  | –  | –  | –  | –  | 1  |
| 17 | N   | Roberto Merhi       | 2      | 0      | –  | –  | –  | –  | –  | –  |
| 18 | −2  | Sérgio Sette Câmara | 4      | 0      | –  | –  | –  | –  | –  | –  |
| 19 | +1  | Sean Gelael         | 4      | 0      | –  | –  | –  | –  | –  | –  |
| 20 | −2  | Stefano Coletti     | 2      | 0      | –  | –  | –  | –  | –  | –  |
| 21 | −2  | Nabil Jeffri        | 4      | 0      | –  | –  | –  | –  | –  | –  |
| P  | +/− | Kierowca            | Starty | Punkty | P1 | P2 | P3 | PP | NO | NS |

### Zespoły
| P  | +/− | Konstruktor        | Starty | Punkty | P1 | P2 | P3 | PP | NO | NS |
| -- | --- | ------------------ | ------ | ------ | -- | -- | -- | -- | -- | -- |
| 1  | +1  | Prema Racing       | 8      | 75     | 2  | –  | 1  | 2  | 1  | 1  |
| 2  | +1  | DAMS               | 8      | 75     | –  | 1  | 3  | –  | 1  | –  |
| 3  | −2  | Russian Time       | 8      | 72     | 1  | 2  | –  | –  | 2  | –  |
| 4  | +2  | ART Grand Prix     | 8      | 52     | 1  | –  | –  | –  | –  | –  |
| 5  | 0   | MP Motorsport      | 8      | 26     | –  | –  | –  | –  | –  | –  |
| 6  | −2  | Pertamina Arden    | 8      | 18     | –  | 1  | –  | –  | –  | 1  |
| 7  | +2  | Racing Engineering | 8      | 10     | –  | –  | –  | –  | –  | –  |
| 8  | −1  | Rapax              | 8      | 6      | –  | –  | –  | –  | –  | 1  |
| 9  | −1  | Trident            | 8      | 0      | –  | –  | –  | –  | –  | 1  |
| 10 | 0   | Campos Racing      | 8      | 0      | –  | –  | –  | –  | –  | 1  |
| P  | +/− | Kierowca           | Starty | Punkty | P1 | P2 | P3 | PP | NO | NS |